# Шермен
Шермен (нем. Schermen) — община в Германии, в земле Саксония-Анхальт. 
Входит в состав района Йерихов. Подчиняется управлению Бидериц-Мёзер.  Население составляет 1563 человека (на 31 декабря 2006 года). Занимает площадь 11,35 км².